# Окуту, Жан-Мари
Жан-Мари Окуту Кулетьо (исп. Jean Marie Okutu Kouletio; род. 4 августа 1988, Котону) — испанский легкоатлет, специалист по прыжкам в длину. Выступает за сборную Испании по лёгкой атлетике с 2009 года, обладатель двух серебряных медалей иберо-американских чемпионатов, многократный победитель и призёр первенств национального значения, участник летних Олимпийских игр в Рио-де-Жанейро.

## Биография
Родился 4 августа 1988 года в городе Котону, Бенин, где его отец, уроженец Ганы, работал моряком в порту. Когда Жану-Мари было шесть лет, семья переехала на постоянное жительство в Марин, Испания.
Впервые заявил о себе в лёгкой атлетике на международном уровне в сезоне 2009 года, когда вошёл в состав испанской национальной сборной и выступил на молодёжном европейском первенстве в Каунасе, где в зачёте прыжков в длину стал седьмым.
В 2012 году в той же дисциплине выиграл серебряную медаль на иберо-американском чемпионате в Баркисимето.
В 2013 году принял участие в чемпионате Европы в помещении в Гётеборге, но в финал не вышел.
В 2014 году участвовал в чемпионате Европы в Цюрихе.
В 2015 году занял пятое место на чемпионате Европы в помещении в Праге.
В 2016 году получил серебряную награду на иберо-американском чемпионате в Рио-де-Жанейро, выступил на чемпионате Европы в Амстердаме. На домашних соревнованиях в Моначиле установил свой личный рекорд в прыжках в длину на открытом стадионе — 8,17 метра. Выполнив олимпийский квалификационный норматив (8,15), удостоился права защищать честь страны на летних Олимпийских играх в Рио-де-Жанейро — на предварительном квалификационном этапе прыгнул на 7,75 метра, чего оказалось недостаточно для выхода в финал.
После Олимпиады в Рио Окуту остался действующим спортсменом на ещё один олимпийский цикл и продолжил принимать участие в крупнейших международных турнирах. Так, в 2018 году он стал шестым на Средиземноморских играх в Таррагоне и четвёртым на иберо-американском чемпионате в Трухильо, выступил на чемпионате Европы в Берлине.